# QUICC
QUICC全稱是QUad Integrated Communications Controller（四重整合通訊控制器），最原初的QUICC來自Motorola公司68k族系處理器中的Motorola 68360。
以合乎PowerPC基礎的QUICC稱為PowerQUICC、PowerQUICC II、及PowerQUICC III，且晶片內整合了多種型式的介面，QUICC極受電信系統製造商的歡迎，在電信產業外也相當受用。
早期的芯片使用了一个独立的RISC引擎以控制串行接口。在这些低速设计中增强性能。PQ2+和PQ3设计是这一家族中第一个使用传统的以太网控制器并且不需要一个额外的RISC协处理器来提供千兆以太网速度的产品（有一些例外，比如832x桥接芯片）。
这些芯片有很多整合设备/控制器并且直接面相电信产业，但是他们仍然在其它应用中被应用。这些技术是一些摩托罗拉通信基站的骨干。我见过数百个CPU放置在一个cell中以管理网络通信。
PQ2+芯片在其它领域中也有应用。许多设计现在为基于SAN的应用提供SATA控制器。但是网络应用一直是它们的主力。
正如你所预见的，这些是电信级产品，并且Linux是占据统治地位的操作系统。每一块现在的Freescale PQ CPU/板都包含一个可以工作的Linux环境。但是Freescale依然为PPC提供MOX（一个真正的RTOS（实时操作系统））。